# Colin Francis MacKinnon
Colin Francis MacKinnon (* 20. Juli 1810 in Williams Point, Antigonish County, Nova Scotia, Kanada; † 26. September 1879) war ein kanadischer Geistlicher und römisch-katholischer Bischof von Arichat in Nova Scotia.

## Leben
Colin Francis MacKinnon entstammte einer schottischen Einwandererfamilie aus Eigg, Innere Hebriden, die 1791 über die USA nach Nova Scotia kamen. MacKinnon studierte Theologie und Philosophie in Rom und wurde in beiden Fächern promoviert. Am 4. Juni 1837 empfing er durch den Präfekten der Kongregation für die Verbreitung des Glaubens, Giacomo Filippo Kardinal Fransoni, die Priesterweihe. Er war anschließend Pfarrer in St. Andrews, Sydney County, Nova Scotia.
Am 21. September 1851 ernannte ihn Papst Pius IX. zum Bischof des Bistums Arichat (ab 1886: Bistum Antigonish). Die Bischofsweihe spendete ihm der Erzbischof von Halifax, William Walsh, am 27. Februar 1852 in der St. Mary's Cathedral in Halifax; Weiheassistent war der spätere Erzbischof von Halifax Thomas Louis Connolly OFMCap. Diese Bischofsweihe war die erste, die in Halifax stattfand.
MacKinnon gründete 1853 die Saint Francis Xavier University, zunächst als Priesterseminar. Er nahm als Konzilsvater am Ersten Vatikanischen Konzil teil.
Mit der Annahme seines Rücktrittsgesuches 1877 wurde er von Papst Pius IX. zum Titularerzbischof von Amida ernannt.